# Erannis calidaria
Erannis calidaria är en fjärilsart som beskrevs av Costantine 1917. Erannis calidaria ingår i släktet Erannis och familjen mätare. Inga underarter finns listade i Catalogue of Life.